# Nieuport 27
Nieuport 27C1 – francuski samolot myśliwski z okresu I wojny światowej.

## Historia

Samoloty The Royal Flying Corps na froncie, 27 grudnia 1917

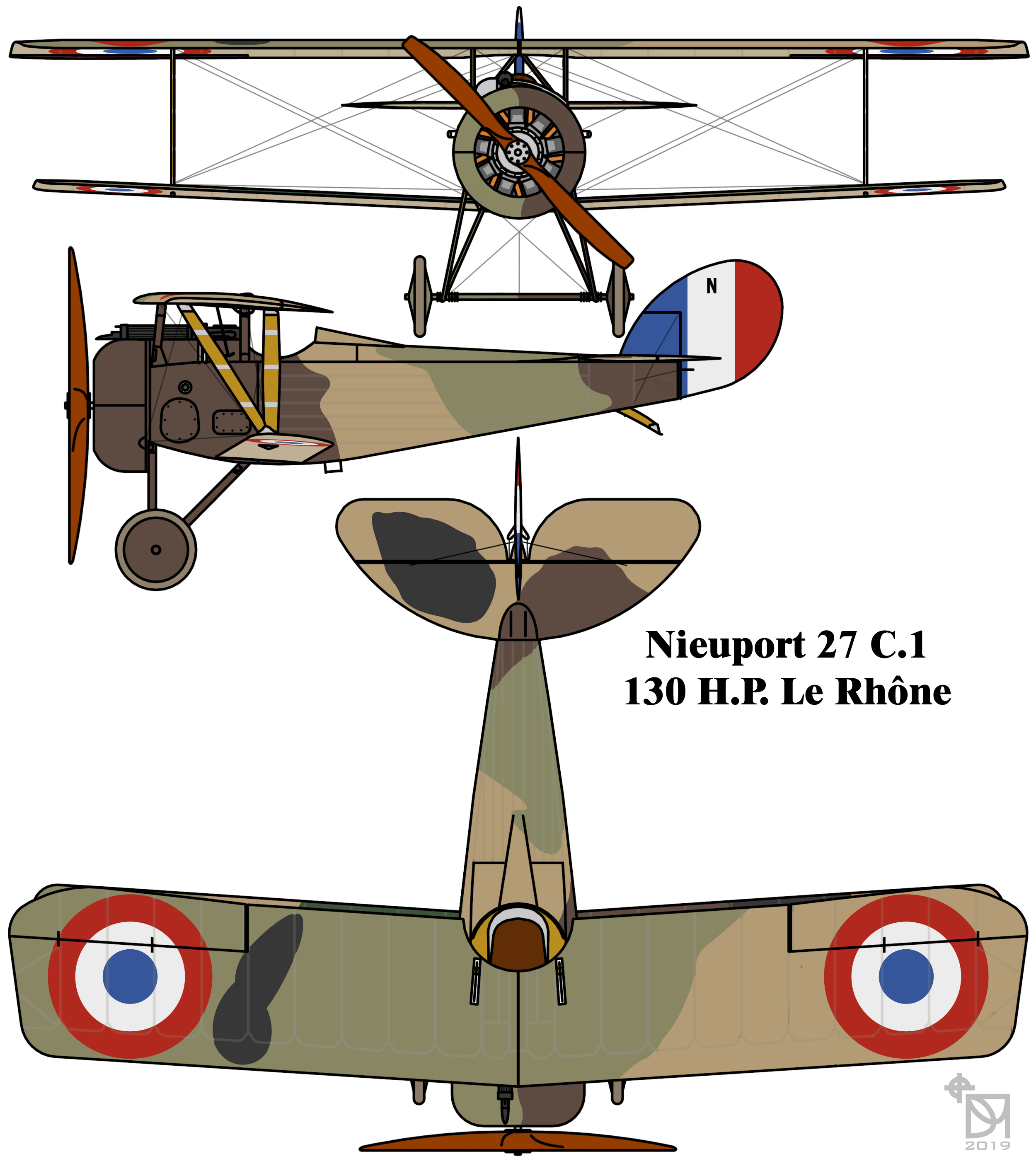
Nieuport 27 C.1

W 1917 roku inż. Gustaw Delage z wytwórni lotniczej Societe Anonyme des Etablissements Nieuport opracował kolejną odmianę francuskiego samolotu myśliwskiego Nieuport, będącą kontynuacją serii Nieuport 17 i Nieuport 24.  Był to samolot zbliżony konstrukcyjnie do swoich poprzedników, lecz bardziej dopracowany pod względem aerodynamicznym.
O ile Nieuport 11 był w chwili wprowadzania do służby maszyną nowatorską, tak Nieuport 27 był w momencie swojego debiutu koncepcyjnie przestarzały i niczym szczególnym się nie wyróżniał. Wynikało to też z ograniczenia w mocy silnika rotacyjnego, który osiągnął apogeum swojego rozwoju. 
W maju 1917 roku wyprodukowano pierwsze egzemplarze tego samolotu, który uzyskał oznaczenie Nieuport 27 (francuskie oznaczenie wojskowe – Nieuport 27C1). Samolot ten był produkowany do zakończenia I wojny światowej, licencję na jego produkcję zakupiły Włochy.

## Użycie w lotnictwie
Samolot Nieuport 27 od połowy 1917 roku był używany w lotnictwie francuskim i angielskim. Także 287 samolotów tego typu zostały zakupione przez Stany Zjednoczone dla lotnictwa amerykańskiego walczącego w Europie. Pod koniec 1918 roku zaczęto je wycofywać z jednostek frontowych i zastępować samolotami SPAD S.XIII. Później używano ich do szkolenia.
Używało tych samolotów także lotnictwo włoskie, a po zakończeniu I wojny światowej samoloty zakupiła także Turcja i użytkowała je przez następnych kilka lat.
Jeden samolot tego typu zakupiła w 1919 roku także Polska. Samolotem tym kilka lat latał por. pil. Artur Jurkiewicz.

## Opis konstrukcji
Samolot Nieuport 27 był to jednomiejscowy samolot myśliwski w układzie półtoropłata o konstrukcji drewnianej. 
Kadłub o konstrukcji kratownicowej, w przedniej części kryty blachą aluminiową, w części środkowej począwszy od odkrytej kabiny kryty płótnem., końcowa część kadłuba i usterzenie pokryte było sklejką. 
Podwozie klasyczne – stałe, z płozą ogonową.
Uzbrojenie stanowił zsynchronizowany karabin maszynowy umieszczony na grzbiecie kadłuba przed kabiną pilota. 